# Malmvik

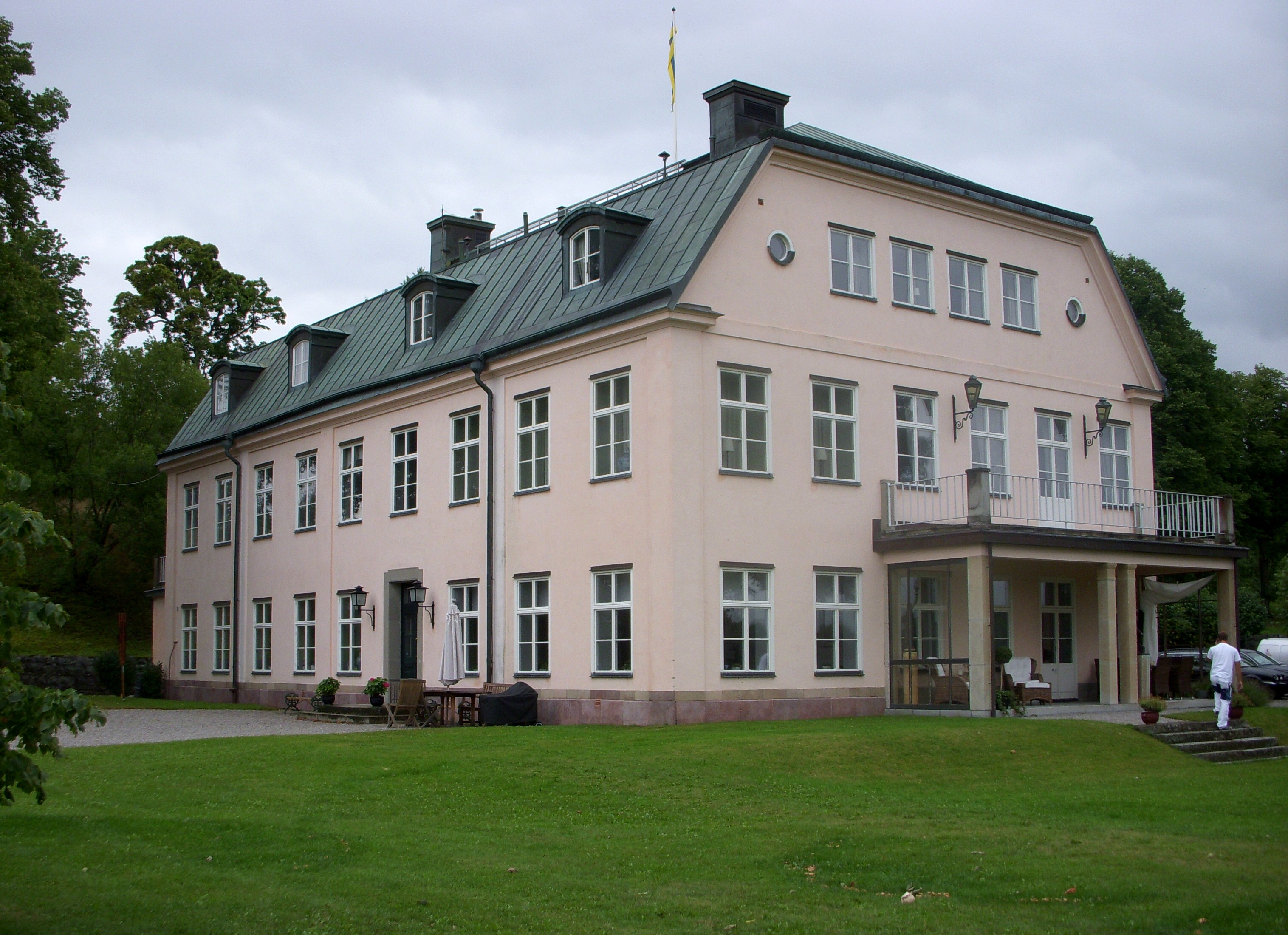
Malmvik

Malmvik är ett säteri och en herrgård med anor från 1300-talet, som ligger på Lindö inom Ekerö kommun. På en trädbevuxen kulle söder om Ekerövägen ligger släkten Wallenbergs begravningsplats, även kallad Wallenberg-mausoleet. Idag är området sex hektar stort och innehåller 35 byggnader. Malmvik ägs av Stiftelsen Marcus och Amalia Wallenbergs Minnesfond.

## Malmviks säteri
Malmvik är sedan 1600-talet ett säteri vars ägor omfattar hela Lindö. Egendomen omgärdas av Mälarens vatten, i norr av Malmvikssjön och i söder av Tappström och Fiskarfjärden. Ursprunglig ägare var den adlade köpmannen Erik Larsson von der Linde (därav namnet "Lindö"). Den nuvarande herrgårdsbyggnaden uppfördes i början av 1700-talet av hauptmannen över Drottningholms län, Mårten Törnehielm. 
Huset till- och ombyggdes under 1880- och 1890-talet i holländsk renässansstil och då kom Malmvik även i finansfamiljens Wallenbergs ägo. Sitt nuvarande utseende fick huvudbyggnaden år 1963 då den byggdes om på nytt efter ritningar av arkitekten Ragnar Hjorth. Byggnaden förlängdes och gavs en typisk 1700-talskaraktär.

## Historik

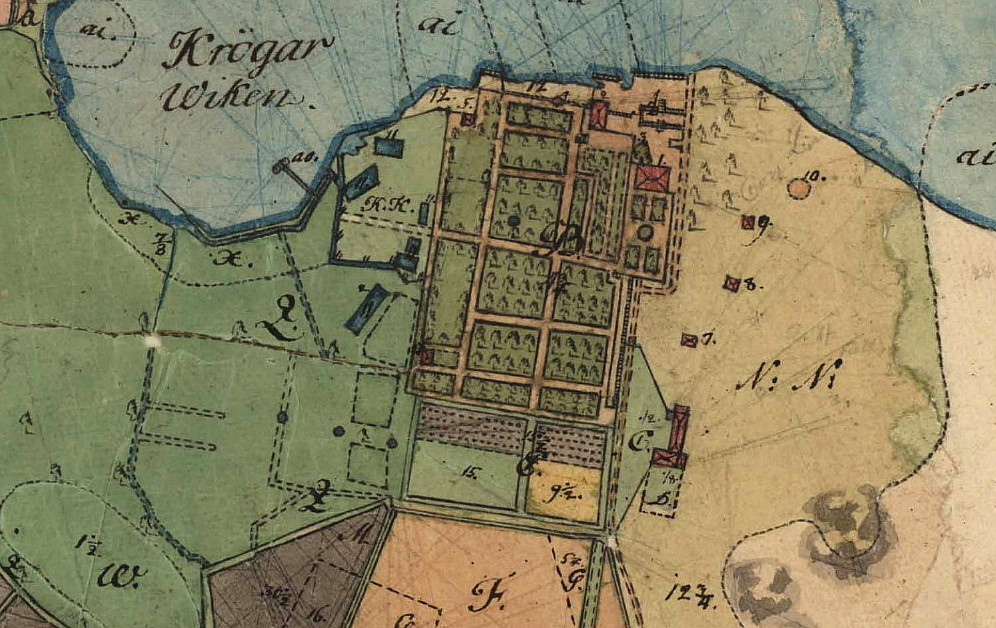
Malmvik 1753.

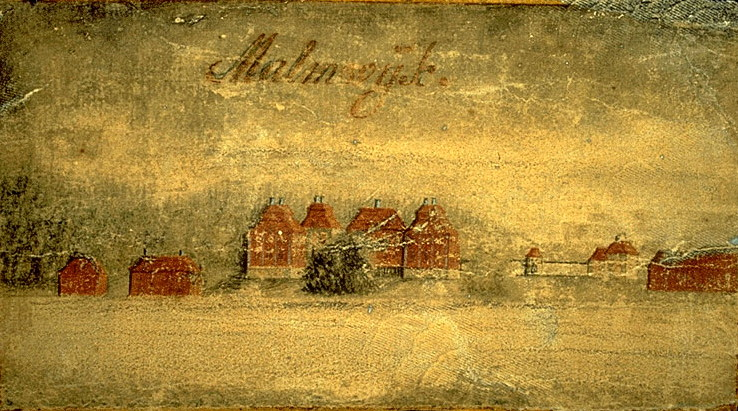
Malmvik på Gripenhielms Mälarkarta 1689

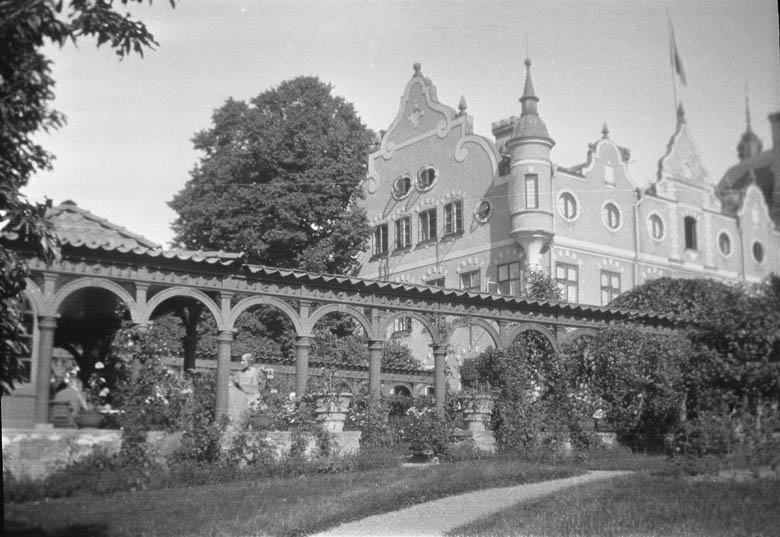
Malmvik gård 1932

I början av 1630-talet uppförde Erik Larsson huvudbyggnaden vid den norra stranden där han 1618 hade planterat två lindar. 1631 adlades Eric Larsson och tog då namnet Eric von der Linde efter gården Lindö och de två lindar som han planterade på Malmvik. En av lindarna stod bevarade ända fram till 1999 då den blåste ner i en novemberstorm. 
Den gamla huvudbyggnaden i trä som Erik von der Linde lät uppföra 1633 var troligtvis belägen till hälften på nuvarande rosengården och till hälften på nuvarande gårdsplan. Von der Linde hann inte njuta så länge av sin huvudbyggnad då han avled 1635/1636. Hans son friherre och fältmarskalk Lorentz von der Linde lät 1661 uppföra fyra flyglar, två nordväst och två nordöst om huvudbyggnaden. Dessa, med sin fina klassicistiska arkitektur uppfördes troligen av någon av tidens ledande arkitekter, obekant av vilken eftersom några räkenskaper veterligen inte har bevarats. Dock var dessa och manbyggnaden mycket förnämt inredda under denna tid. 
Den 20 juni 1876 förvärvade bankdirektör André Oscar Wallenberg, tillsammans med sin hustru Anna Wallenberg, född i släkten von Sydow Malmviks säteri. Mellan 1883 och 1894 lät Anna Wallenberg uppföra renässansgavlar, spiror och torn samt en hopbyggd flygel åt sydöst. Hon antog att det var Eric von der Lindes ursprungliga boningshus och att det hade sett ut som Ekebyhov enligt Sveciaverket. Mellan slutet av 1800-talet och början av 1900-talet fanns det ett flertal trädgårdar och fruktodlingar utöver jordbruket på Malmvik. Det fanns trädgårds- och fruktodlingar vid Västeräng, Lullehov och Malmvik och mindre bestånd vid Betlehem och Lindö. Malmviks säteri övergick sedermera i häradshövdingen Marcus Wallenberg och hans fru Amalia Wallenberg ägo. De i sin tur överlämnade Malmvik till sin äldste son bankdirektör Jacob Wallenberg. 
Under 1962-1963 revs flygeln och huset förlängdes och gavs en 1700-talskaraktär så som det troligtvis var utformat från början. Den tidigare oxblodsfärgen byttes mot en ljus rosa färg. Byggherre denna gång var dåvarande ägaren Jacob Wallenberg. För utformningen stod arkitekten Ragnar Hjorth. Vid Ekerövägen märks den stora, faluröda ladugårds- och ekonomibyggnaden som uppfördes 1937 av Alfa Laval och innehöll bland annat sädesmagasin och en kvarn. Byggnaden hade stått oanvänd i många år, men efter omfattande renoveringar öppnade här Ekerö möbler 1985.
Det knappt sex hektar stora område omfattas sedan år 2006 av ett naturvårdsavtal mellan Skogsstyrelsen och Stiftelsen Marcus och Amalia Wallenbergs minnesfond. Avtalet gäller i 50 år och har till syfte att bevara och utveckla de höga naturvärde som är knutna till den tall- och ädellövsdominerade skogen. Områdets yttergränser har markerats med en målad vit ring på träden samt ett målat N ovanför ringen.
År 2008 har Campido Fastighetsförvaltning skrivit ett avtal med Stiftelsen Marcus och Amalia Wallenbergs Minnesfond om förvaltning av Malmviks gård. Förvaltningsuppdraget omfattar samtliga 35 byggnader som finns på ägorna.

## Nutida bilder

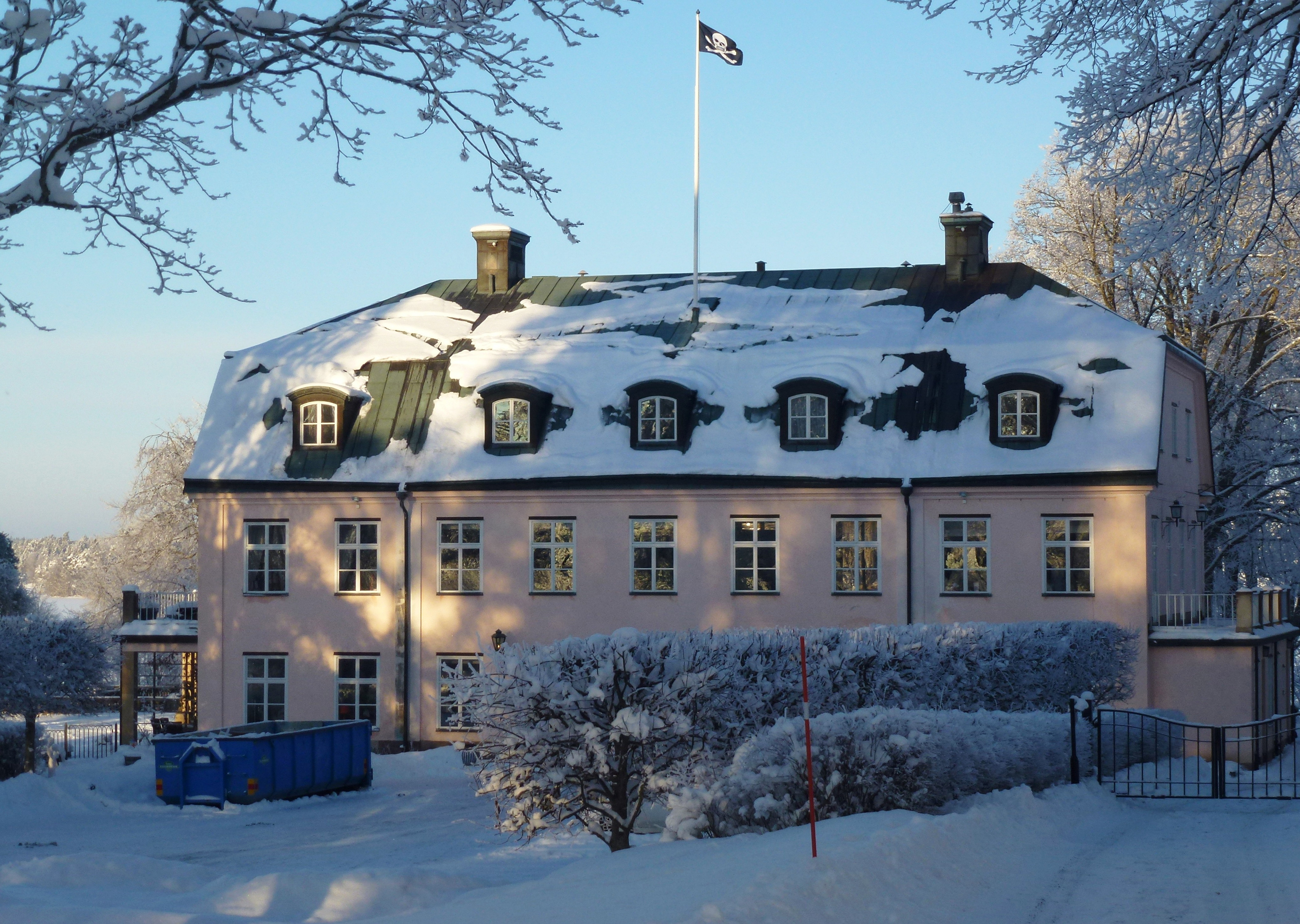
Huvudbyggnaden
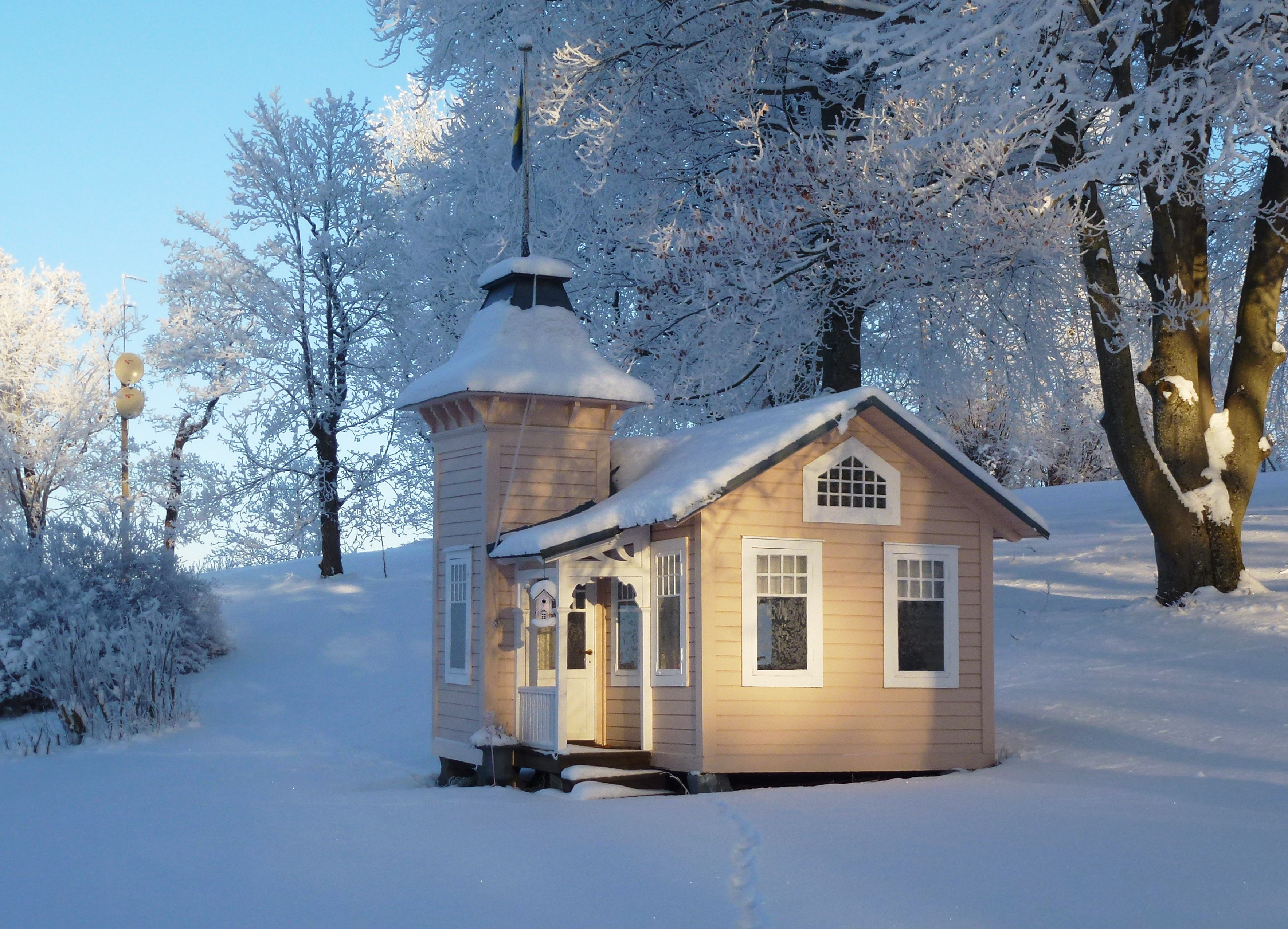
Lusthuset
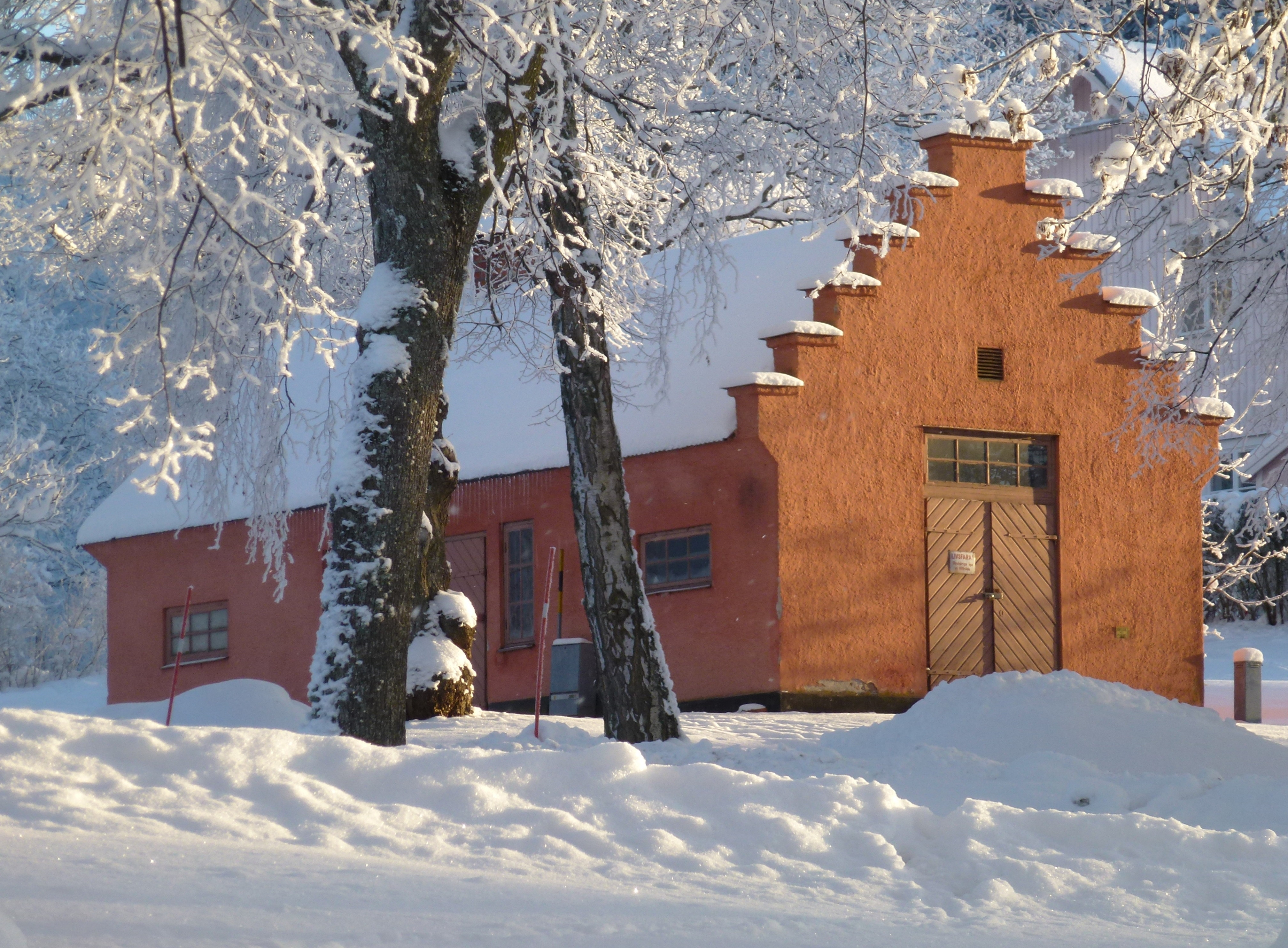
Maskinhus
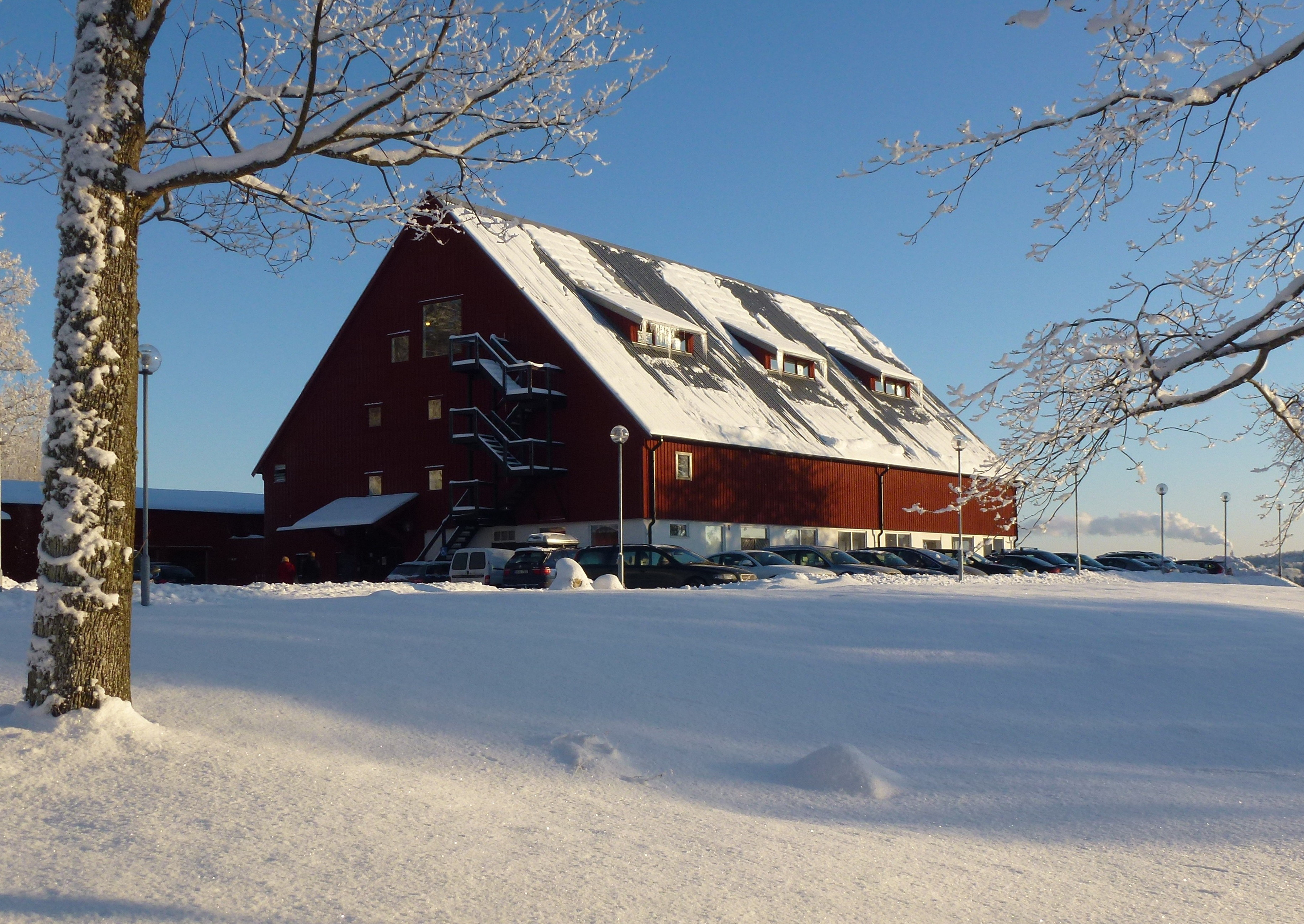
Ladan (Ekerö möbler)

## Malmviks begravningsplats
På en trädbevuxen kulle söder om Ekerövägen ligger släkten Wallenbergs begravningsplats, även kallad Wallenberg-mausoleet. En tujaplanterad allé leder upp till mausoleet på krönet av kullen, som är utformat som ett litet cirkelrunt klassiskt tempel med kupol, templet uppfördes 1912. En av de första ur Wallenbergsläkten som begravdes här var André Oscar Wallenberg (1816-1886) och hans maka Anna Wallenberg född von Sydow (1838-1910). André Oscar Wallenbergs bronsbyst finns bakom mausoleet. Platsen användes även tidigare, under 1600- och 1700-talen, som begravningsplats för Malmvik.

## Historiska dokument

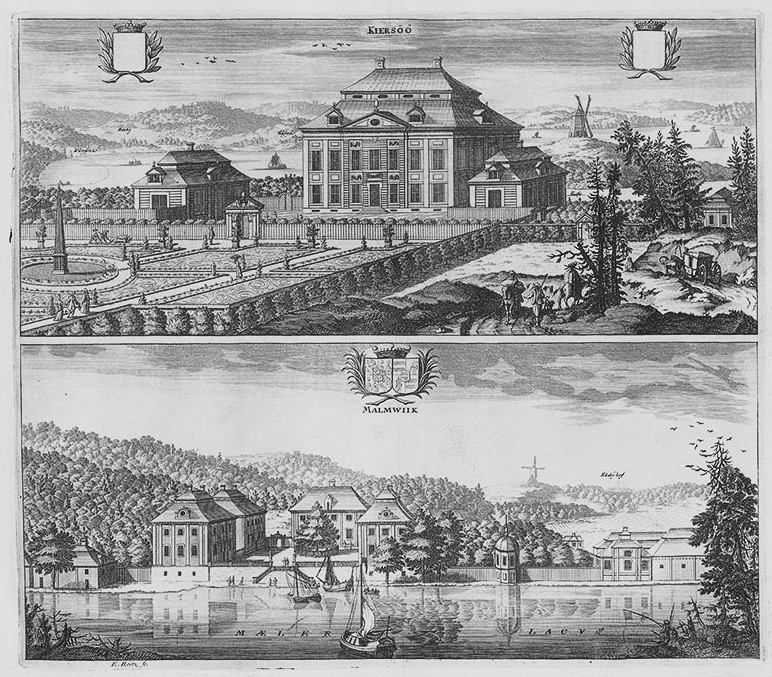
Kopparstick av Malmvik (underst) i Suecia Antiqua et Hodierna, 1600-tal.jpg
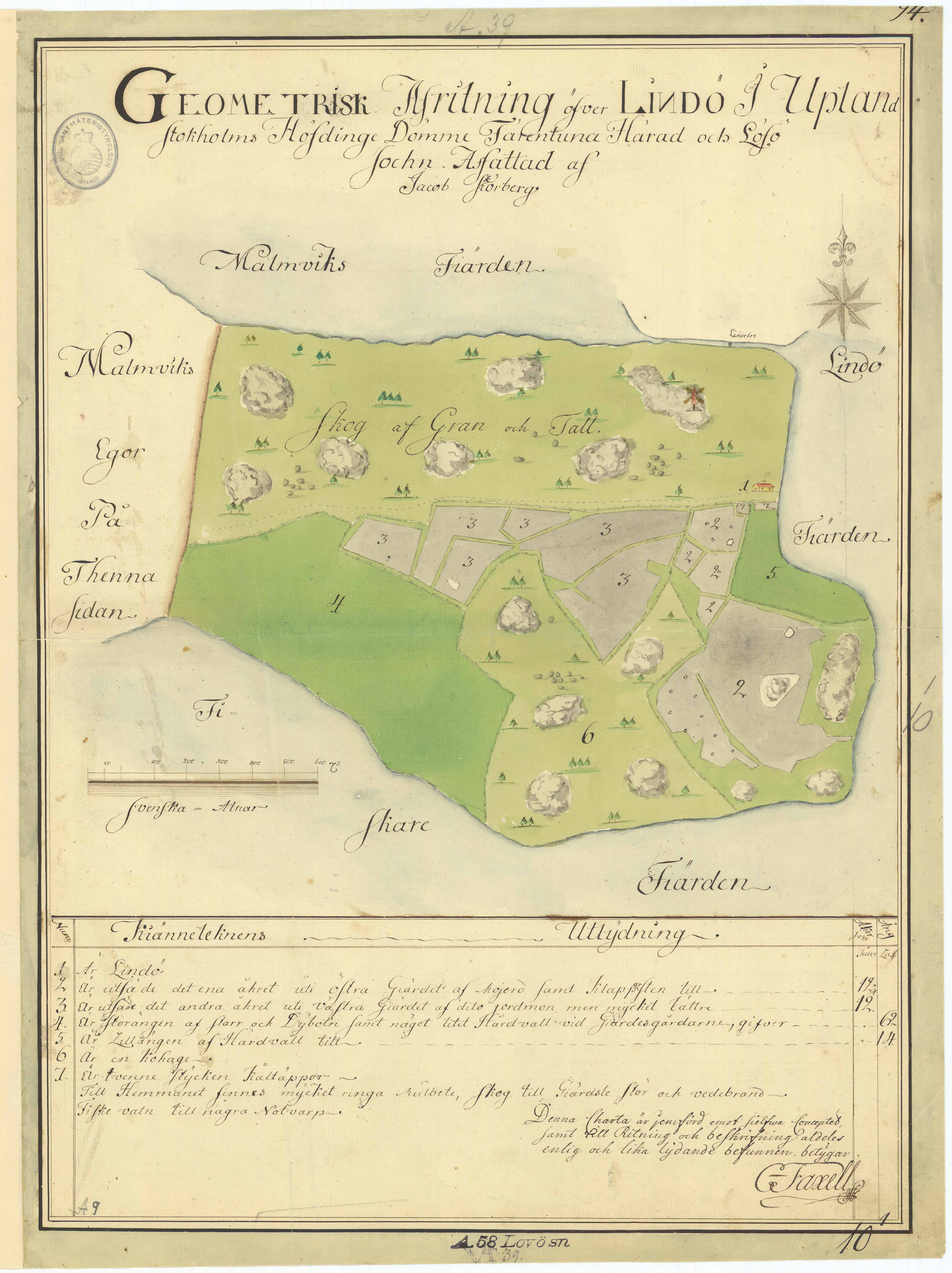
Malmvik Jacob Siörberg Lindö 1600-tal
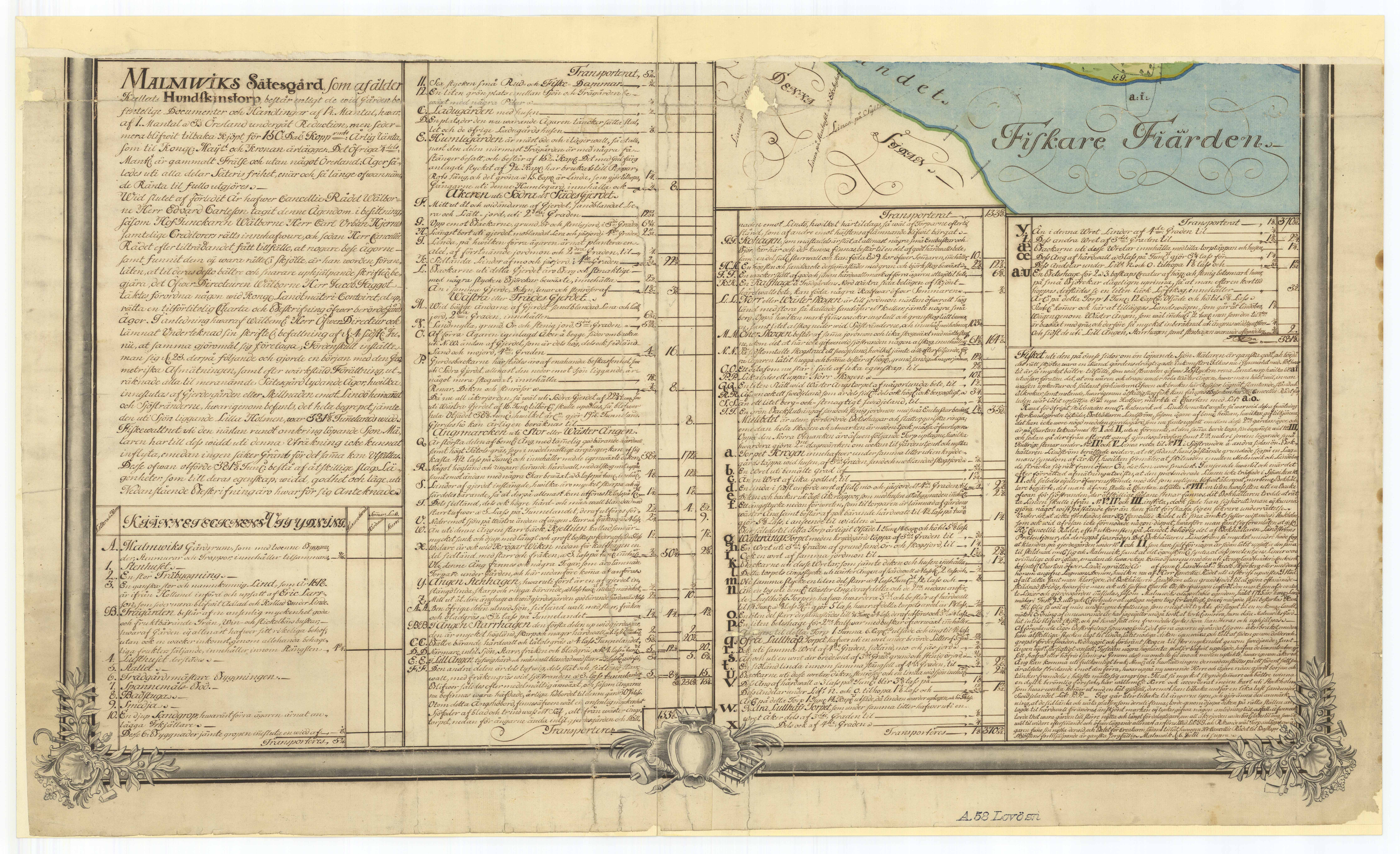
Malmvik Nils Adolph Pontelius Beskrivning 1753
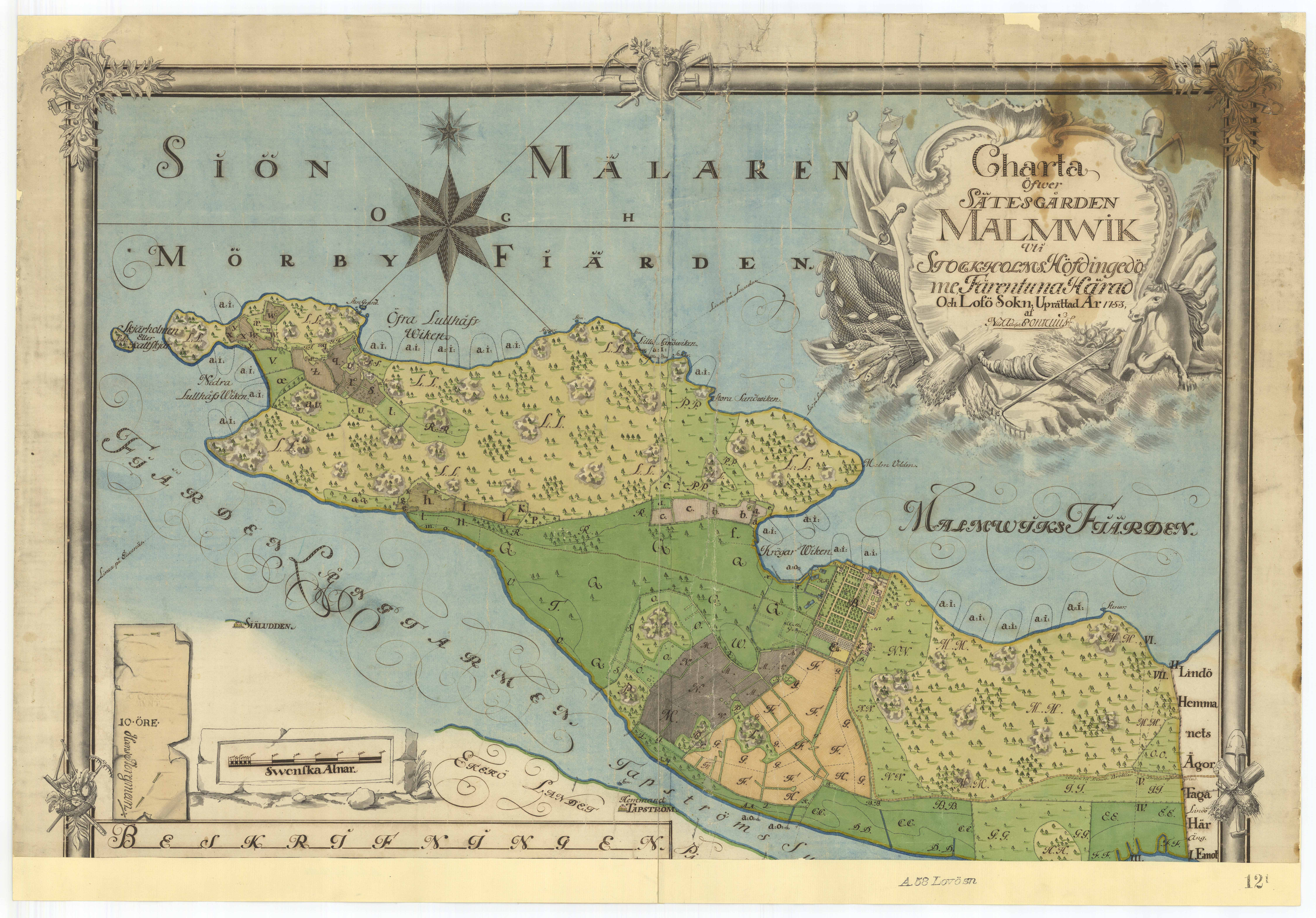
Malmvik Nils Adolph Pontelius 1753
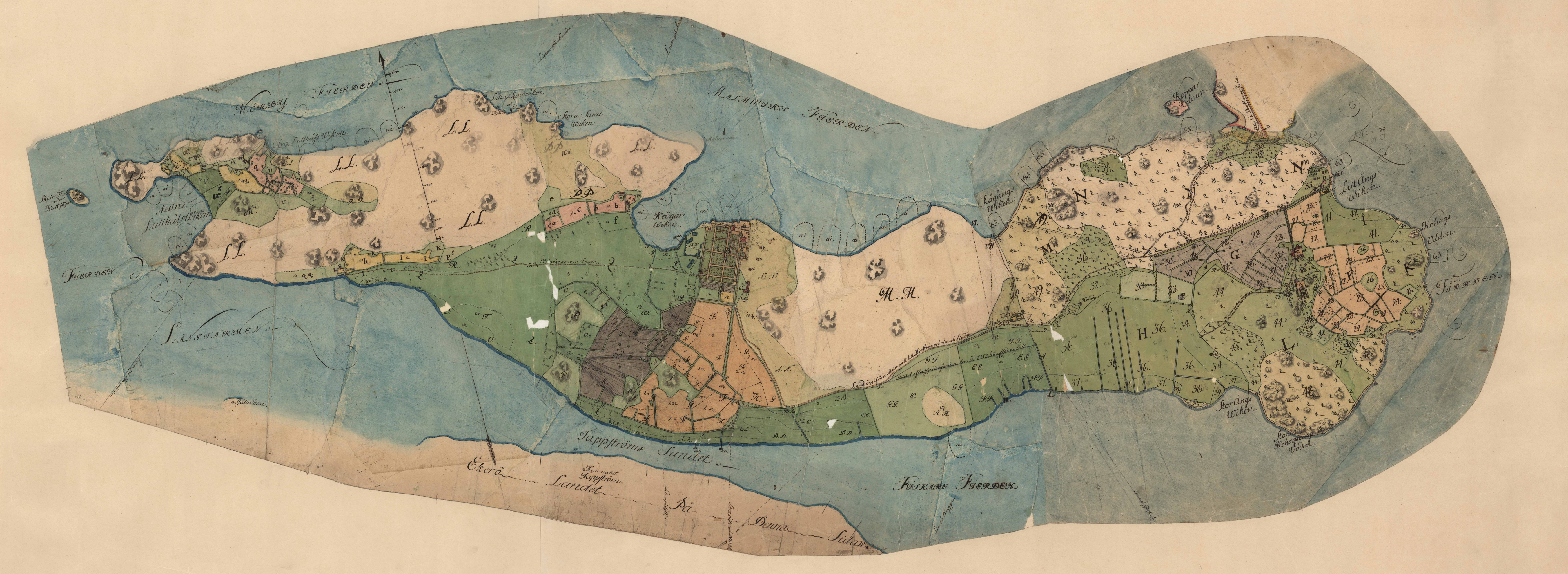
Hela Lindö på Nils Adolph Pontelius' karta från 1753. Malmvik ligger ungefär mitt i kartbilden.